# Ли Цзычэн (легкоатлет)
Ли Цзычэ́н (род. 10 апреля 1990, Биньчжоу) — китайский бегун на длинные дистанции, который специализируется в марафоне. На олимпийских играх 2012 года не смог закончить марафонскую дистанцию. Занял 24-е место на чемпионате мира 2011 года с результатом 2:17.35. В 2009 году на чемпионате мира по кроссу занял 23-е место в забеге юниоров. Выступает за клуб Shandong Athletic Team.
Личный рекорд в марафоне — 2:11.49.